# Красная площадь (Чернигов)
Кра́сная площадь (укр. Красна площа) — центральная площадь Чернигова на пересечении проспекта Мира, улиц Шевченко, Магистратской и Гетмана Полуботка, где сосредоточены культурные и административные учреждения.

## История
Место современного расположения площади во времена Киевской Руси служило главным торгом города. Со временем, когда Чернигов, после разрушения татаро-монголами, значительно уменьшился в размерах и населении торговля велась на территории крепости, а после её ликвидации опять переместилась на Пятницкое поле, которое стало со временем называться Базарной, а потом Красной площадью. В начале 19 в. на площади были сооружены торговые ряды с колоннами-галереями, в которых местные купцы открыли свои магазины. Краевед Феликс Спиридонов обнаружил такое описание одного из магазинов, сделанный в 1841 году:
Магазин был мурованным. Внешне — здание, украшенное порталом с четырьмя колоннами. Крыша под железом, покрашенный масленой краской. Пол и стены деревянные, под полом склепчатый мурованный погреб — для хранения товаров. На окнах железные решётки. Два окна, что украшали фасад, имели своеобразные жалюзи, сделанные местными мастерами в кузне.
 Торговые ряды были разобраны в начале 1930-х гг., и площадь устелили красным и жёлтым клинкером, возле Пятницкой церкви разбили сквер. В 1959 году на площади открыли театр.
16 июля 1990 года площадь Куйбышева переименована в Красную площадь.
Летом 2019 года площадь была реконструирована — старое покрытие сняли и перебрали, оставив только целые кирпичи, которыми потом вымостили центральную пешеходную часть площади. Автомобильные полосы и велодорожки вымостили новым кирпичом. На территории площади заменили водопровод и канализационный коллектор, провели археологические исследования. Стоимость реконструкции составила 53 миллионов гривен.

## Описание
Архитектурный ансамбль площади образовывают памятники архитектуры драматический театр им. Т. Г. Шевченко, кинотеатр имени Н. А. Щорса, здание гостиницы «Десна» (сейчас Хозяйственный суд Черниговской области), здание губернской земской управы (сейчас Областная государственная администрация) и историческое здание дом № 9/21 улицы Шевченко. Напротив драматического театра расположен сквер имени Н. Н. Попудренко, где расположена братская могила советских воинов и ранее были расположены (до 2017 года) могила Н. Н. Попудренко и могила В. Л. Капранова — все памятники истории. С севера примыкает бульвар по проспекту Мира, с юга — аллея Героев.
Транспорт:
- троллейбусные маршруты № 1, 9 остановка облмуздрам театр и ул. Пятницкая, ул. Кирпоноса; в 5 минутах ходьбы остановка гостиница Украина маршрутов № 3, 5, 6, 7, 9, 9а.
- автобус/марш. такси маршрутов № 10, 27, 33, 38, 39 остановок Аллея Героев и облмуздрам театр.